# Лудзенский край
Лу́дзенский край (латыш. Ludzas novads) — административно-территориальная единица на востоке Латвии, в историко-культурном регионе Латгалия. Край состоит из 22 волостей и городов Зилупе, Карсава и Лудза (является центром края). Граничит с Балвским, Резекненским, Краславским краями и с Псковской областью Российской Федерации.

## История
Край был образован 1 июля 2009 года из части расформированного Лудзенского района. Первоначально состоял из 9 волостей и города Лудза. Площадь края составляла 966 км².
В ходе административно-территориальной реформы Латвии 2021 года к краю были присоединены город Зилупе и 3 волости из упразднённого Зилупского края, город Карсава и 5 волостей из упразднённого Карсавского края и 5 волостей из упразднённого Циблского края.

## Население
По оценке на 1 января 2015 года население края составляло 13 250 постоянных жителей.

### Национальный состав
Национальный состав населения края по итогам переписи населения Латвии 2011 года был распределён таким образом:
| Национальность        | Численность, чел. (2011) | %        |
| --------------------- | ------------------------ | -------- |
| латыши                | 8004                     | 56,26 %  |
| в том числе латгальцы | 7329                     | 51,52 %  |
| русские               | 5430                     | 38,17 %  |
| белорусы              | 330                      | 2,32 %   |
| украинцы              | 174                      | 1,22 %   |
| поляки                | 122                      | 0,86 %   |
| литовцы               | 32                       | 0,22 %   |
| другие                | 134                      | 0,94 %   |
| всего                 | 14 226                   | 100,00 % |

### Национальный состав населения города Лудзы и волостей Лудзенского края по переписи 2011 года
| волость                | всего | латы- ши (лат- гальцы) | %       | рус- ские | %       | бело- русы | %      | украин- цы | %      | поля- ки | %      |
| ---------------------- | ----- | ---------------------- | ------- | --------- | ------- | ---------- | ------ | ---------- | ------ | -------- | ------ |
| Лудзенский край, всего | 14226 | 8004                   | 56,26 % | 5430      | 38,17 % | 330        | 2,32 % | 174        | 1,22 % | 122      | 0,86 % |
| город Лудза            | 8931  | 5175                   | 57,94 % | 3259      | 36,49 % | 192        | 2,15 % | 103        | 1,15 % | 84       | 0,94 % |
| Бригская волость       | 608   | 204                    | 33,55 % | 369       | 60,69 % | 18         | 2,96 % | 2          | 0,33 % | 9        | 1,48 % |
| Иснаудская волость     | 1031  | 780                    | 75,65 % | 204       | 19,79 % | 22         | 2,13 % | 9          | 0,87 % | 3        | 0,29 % |
| Истринская волость     | 661   | 130                    | 19,67 % | 467       | 70,65 % | 40         | 6,05 % | 11         | 1,66 % | 7        | 1,06 % |
| Нирзинская волость     | 423   | 335                    | 79,20 % | 65        | 15,37 % | 7          | 1,65 % | 13         | 3,07 % | 2        | 0,47 % |
| Нюкшинская волость     | 421   | 301                    | 71,50 % | 101       | 23,99 % | 7          | 1,66 % | 5          | 1,19 % | 3        | 0,71 % |
| Пилдинская волость     | 601   | 261                    | 43,43 % | 313       | 52,08 % | 10         | 1,66 % | 7          | 1,16 % | 6        | 1,00 % |
| Пуренская волость      | 366   | 271                    | 74,04 % | 79        | 21,58 % | 3          | 0,82 % | 9          | 2,46 % | 2        | 0,55 % |
| Рунденская волость     | 504   | 169                    | 33,53 % | 310       | 61,51 % | 12         | 2,38 % | 7          | 1,39 % | 3        | 0,60 % |

## Территориальное деление
- Бригская волость (латыш. Brigu pagasts)
- Блонтская волость (латыш. Blontu pagasts)
- Голышевская волость (латыш. Goliševas pagasts)
- Залесская волость (латыш. Zaļesjes pagasts)
- Звиргзденская волость (латыш. Zvirgzdenes pagasts)
- город Зилупе (латыш. Zilupes pilsēta)
- Иснаудская волость (латыш. Isnaudas pagasts)
- Истринская волость (латыш. Istras pagasts)
- город Карсава (латыш. Kārsavas pilsēta)
- Лаудерская волость (латыш. Lauderu pagasts)
- Лидумниекская волость (латыш. Līdumnieku pagasts)
- город Лудза (латыш. Ludzas pilsēta)
- Малнавская волость (латыш. Malnavas pagasts)
- Межвидская волость (латыш. Mežvidu pagasts)
- Мердзенская волость (латыш. Mērdzenes pagasts)
- Нирзинская волость (латыш. Nirzas pagasts)
- Нюкшинская волость (латыш. Ņukšu pagasts)
- Пасиенская волость (латыш. Pasienes pagasts)
- Пилдинская волость (латыш. Pildas pagasts)
- Пуренская волость (латыш. Pureņu pagasts)
- Пушмуцовская волость (латыш. Pušmucovas pagasts)
- Рунденская волость (латыш. Rundēnu pagasts)
- Салнавская волость (латыш. Salnavas pagasts)
- Циблинская волость (латыш. Ciblas pagasts)
- Цирминская волость (латыш. Cirmas pagasts)

## Полезные ископаемые
На территории Лудзенского края найдены залежи полезных ископаемых (пресноводная известь, песок, песок-гравий, глина, торф, сапропель). Многие из них имеют экономическое значение, а некоторые залежи в будущем могли бы играть важную роль в экономическом развитии края.
По данным Геологической службы из всех вышеназванных полезных ископаемых в Лудзенском крае добыча полезных ископаемых идёт только в песчаных и песчано-гравийных месторождениях в Бригской, Истринской, Пилдинской и Рунденской волостях.
В 39 озёрах Лудзенского края, а также в нескольких болотах под слоем торфа констатированы месторождения сапропеля. Это полезное ископаемое, в зависимости от его свойств, пригодно как для удобрения почвы, так и для лечебной природной грязи и для кормовых добавок. Отложения высшего качества находятся в озёрах Цуцурку, Долгое и Убелю, но самые большие запасы находятся в озере Плусонс. Добыча сапропеля считается перспективной и поощряемой с точки зрения оздоровления озёр. После добычи сапропеля в озеро можно запускать ценную рыбу и использовать водоём для развития инфраструктуры отдыха.

## Водные ресурсы
На территории края 106 озёр с общей площадью 5230,7 га. Крупнейшие озёра Лудзенского края, площадь которых превышает 100 га: Цирма, Дзильэзерс, Истра, Плусонс, Шкяуне, Нирза, Пилдас, Дукану и Бижа.

## Охраняемые природные территории и культурно-историческое наследие
В Лудзенском крае много ценных природных территорий и примечательных природных объектов. Особо охраняемые природные территории занимают 4950,32 га или 5,18 % края. Они включают: национальный парк, природные парки, природные заказники, микрозаказники и памятники природы — геологические и геоморфологические памятники природы, дендрологические насаждения и вековые деревья.
Самые примечательные и узнаваемые памятники культуры в Лудзенском крае: исторический центр города Лудзы (памятник градостроительства государственного значения), городище Юриздика, часовня Тадеуша, православная церковь в Бродайжах, Церковная гора в Вецслабаде, городище Дивкшу (Золотая гора) и другие. Один из старейших архитектурных памятников в Латгалии и наиболее посещаемых туристических объектов в Лудзенском крае — руины Лудзенского замка, построенного немцами в 1399 году для защиты границ Ливонского ордена.

## Предпринимательство
Согласно данным Лудзенского отдела Латгальского регионального учреждения Государственной службы доходов на начало 2011 года в Лудзенском крае действовало 534 активных предприятия, и было зарегистрировано 493 физических лица, занимавшихся хозяйственной деятельностью. По форме деятельности в Лудзенском крае доминируют общества с ограниченной ответственностью (171), крестьянские хозяйства (168), индивидуальные коммерсанты (127) и индивидуальные предприниматели (68).
Для Лудзенского края характерны сферы экономики, которые распространены во всей Латгалии — земледелие, скотоводство, зерновое хозяйство, лесоразработка и деревообработка. В свою очередь, в городе действуют предприятия розничной торговли, ремонта автомобилей и мотоциклов, производства продуктов, гостиничных услуг и общественного питания, а также обрабатывающей промышленности.

## Сельское хозяйство
Для Лудзенского края характерны традиционные сферы сельского хозяйства: в земледелии — выращивание зерна, рапса, льна и кормов, в скотоводстве — молочное и мясное скотоводство. Перспективными областями являются пчеловодство, овцеводство, плодоводство, а также нетрадиционные сферы — выращивание грибов, клюквы, биологическое хозяйство и рыбоводство.
В 2011 году было зарегистрировано 164 крестьянских хозяйства. В основном, это полунатуральные приусадебные хозяйства, которые занимаются производством сельскохозяйственной продукции для собственных нужд.

## Транспорт
Территорию Лудзенского края пересекает государственная автодорога A12 Екабпилс — Резекне — Лудза — российская граница (Терехово), которая является частью сети европейских дорог E 22 и важным международным транзитным коридором.
Параллельно автодороге А12 территорию края пересекает международная железнодорожная линия Рига — Москва, которая обеспечивает грузовые и пассажирские перевозки. На территории Лудзенского края имеются железнодорожные вокзалы в Цирме, Лудзе, Исталсне, Нерзе, Бригах. Железнодорожные линии преимущественно используются для транзитных грузовых перевозок. В основном перевозятся нефтепродукты, минеральные удобрения, металлы и лесоматериалы.

## Образование
В Лудзенском крае работают 6 учреждений дошкольного образования (3 — в Лудзе и 3 — на селе), 7 общеобразовательных школ (Лудзенская городская гимназия, Лудзенская средняя школа № 2, Истренская средняя школа, Нирзская основная школа, Пилдская основная школа, Лудзенская основная музыкальная школа).
Внешкольные образовательные программы в Лудзенском крае реализуются учреждениями, которые предлагают полезное времяпровождение после занятий, физическое и духовное развитие, совершенствование индивидуальных талантов (Лудзенский центр детей и молодёжи, Лудзенская основная музыкальная школа, Лудзенская художественная школа имени Сойкана и Лудзенская спортивная школа).
С января 2015 года при Лудзенской вечерней школе открыты группы Даугавпилсского строительного техникума, где можно освоить ряд строительных профессий.

## Культура
Народные дома, или дома культуры, являются традиционными местами встреч местных жителей и местами проведения культурных мероприятий. На селе это центры социальной и культурной жизни. В Лудзенском крае 10 народных домов и 1 клуб, в которых работают различные коллективы народного творчества.
В Лудзе организуется фестиваль популярной песни и танца для молодёжи и детей «Солнечный дождь в Латгалии». Уже несколько лет подряд на Замковой горе в Лудзе проходит Большая Латгальская ярмарка, конкурс молодых солистов «Приходи и пой» и «Молодые звёзды».
Сеть библиотек охватывает весь Лудзенский край — здесь работают 11 библиотек. Лудзенская главная городская библиотека использует информационные и коммуникационные технологии: читатели могут воспользоваться различными базами данных для выбора книг, журналов, периодики. В 2008 году библиотека начала автоматизированную выдачу книг, а также предоставление новой услуги — выбор книги заочно. Библиотека создаёт электронный каталог, который распространяется на Лудзенский, Карсавский, Циблский и Зилупский края, электронную краеведческую базу данных и др.
С многообразием культурно-исторических ценностей можно ознакомиться в Лудзенском краеведческом музее. В фондах музея хранится более 35 тыс. экспонатов: фотографии, печатные работы, ткани, монеты, картины, негативы и т. д. Музей предлагает участвовать в Этнографическом празднике, Празднике старинных ремёсел, Празднике цветов, Дне птиц, Празднике сыра и пива, в театральных исторических спектаклях, различных мероприятиях, посвящённых землякам. Можно заказать экскурсии с гидом и театральным представлением по маршрутам в Лудзе: «По следам истории», маршрут с элементами активного туризма «Сила холмов», познавательный маршрут «Судьбы еврейского народа в Лудзенском краю» и другие. В отделе музея под открытым небом можно осмотреть крестьянский дом XIX века, курную избу, дом гончара с мастерской, ветряную мельницу, овин.

## Здравоохранение
По данным Регистра лечебных учреждений в 2011 году на территории Лудзенского края были зарегистрированы 44 учреждения, которые оказывали услуги первичного и вторичного (амбулаторного) здравоохранения. Крупнейшим учреждением вторичного здравоохранения в Лудзенском крае является ООО самоуправления «Лудзас района слимница» (Лудзенская районная больница). ООО «Лудзенская городская больница» одна из современнейших больниц в Латвии по качеству оказания услуг и медицинского оборудования.